# Franco Maresco

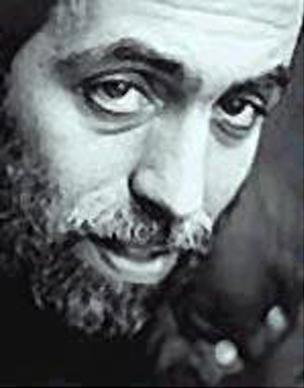
Franco Maresco

Franco Maresco (* 5. Mai 1958 in Palermo) ist ein italienischer Filmregisseur, Drehbuchautor, Filmproduzent und Filmeditor.

## Leben
Franco Maresco ist in Italien berühmt für seine kritischen und sarkastischen Film- und Fernsehproduktionen. Die dadaistische Kultserie Cinico TV, die er gemeinsam mit seinem Partner Daniele Ciprì realisierte, machte ihn Anfang der neunziger Jahre in Italien landesweit bekannt. Der erste Spielfilm von Ciprì und Maresco, Der Onkel aus Brooklyn, erschien 1995. Danach folgten weitere Produktionen, die den Kultstatus des Duos festigten. Der 1998 erschienene Film Totò, der zweimal lebte war der letzte italienische Film, der von der italienischen Zensur verboten wurde.
Nach seiner Trennung von Daniele Ciprì erschien 2014 das Solodebüt Marescos: Belluscone – Warum die Italiener Berlusconi lieben wurde bei den 71. Filmfestspielen in Venedig mit dem Spezialpreis der Jury ausgezeichnet. Der Film beleuchtet das Verhältnis von Staat und Mafia in Italien.
Im Jahr 2025 erhielt Maresco für Un film fatto per Bene erneut eine Einladung in den Hauptwettbewerb von Venedig.

## Filmografie (Auswahl)
- 1995: Der Onkel aus Brooklyn (Lo zio di Brooklyn) (Regie, Drehbuch)
- 1996: Il manocchio, cortometraggio (Kurzfilm) (Regie, Drehbuch, Produktion, Schnitt, Komponist)
- 1996: A memoria (Kurzfilm) (Regie)
- 1998: Totò, der zweimal lebte (Totò che visse due volte) (Regie, Drehbuch, Schnitt)
- 1999: Noi e il Duca – quando Duke Ellington suonò a Palermo (Dokumentarfilm) (Regie)
- 1999: Enzo, bis morgen in Palermo! (Enzo, domani a Palermo!, cortometraggio) (Dokumentarfilm) (Regie)
- 2003: Il ritorno di Cagliostro (Regie, Drehbuch)
- 2004: Come inguaiammo il cinema italiano – La vera storia di Franco e Ciccio (Dokumentarfilm) (Regie, Drehbuch, Schnitt)
- 2010: Io sono Tony Scott, ovvero come l'Italia fece fuori il più grande clarinettista del jazz (Regie, Drehbuch)
- 2014: Belluscone – Warum die Italiener Berlusconi lieben (Dokumentarfilm) (Regie, Drehbuch, Schnitt)
- 2019: Die Mafia ist auch nicht mehr das, was sie mal war (La mafia non è più quella di una volta) (Regie, Drehbuch)
- 2023: Lovano Supreme (Dokumentarfilm) (Regie, Drehbuch)
- 2024: Steve e il Duca (Dokumentarfilm) (Regie, Drehbuch)